# Джек Торн (математик)
Джек А. Торн (1987 , Герефорд, Західний Мідленд ) — британський математик, який працює над теорією чисел і арифметичними аспектами Програми Ленглендса. 
Спеціалізується на алгебраїчній теорії чисел.

## Освіта
Торн вивчав математику в Trinity Hall, Cambridge з 2004 року, здобув ступінь бакалавра в 2007 році та ступінь магістра в 2008 році, а в 2012 році здобув докторський ступінь під орудою Бенедикта Гросса і Річарда Тейлора в Гарвардському університеті. (Арифметика простих сингулярностей). 
 
Тоді він був науковим співробітником Клея (2012–2017). 
Також був молодшим науковим співробітником Товариства стипендіатів у Гарварді (2012 — 2014). 
В 2013 році він став лектором, а в 2018 році – професором Кембридзького університету. 
З 2014 року він був співробітником Trinity Hall у Кембриджі, а з 2021 року він є співробітником Трініті-коледжу.

## Нагороди та визнання
- 2017: премія Вайтгеда .
- 2018: запрошений доповідач на Міжнародному конгресі математиків у Ріо-де-Жанейро[5][6];
- 2018: премія SASTRA Ramanujan (спільно з Іфен Лю[en])[7][8][9];
- 2020: член Лондонського Королівського Товариства[10];
- 2020: премія EMS Європейського математичного товариства[11]
- 2021: премія «Нові горизонти» з математики;
- 2022: премія Адамса[en][12];

## Доробок
- Vinberg's representations and arithmetic invariant theory, Algebra & Number Theory, Band 7, 2013, S 2331–2368 (überarbeitete Fassung seiner Dissertation)
- mit Laurent Clozel: Level-raising and symmetric power functoriality, Teil 1, Compositio Mathematica, Band 150, 2014, S. 729–748, Teil 2, Annals of Mathematics, Band 181, 2015, S. 303–359, Teil 3, Duke Math. J., Band 166, 2017, S. 325–402
- On the automorphy of l-adic Galois representations with small residual image, Journal of the Institute of Mathematics of Jussieu, Band 11, 2012, S. 855–920,. Arxiv (mit Appendix von Robert Guralnick, Florian Herzig, Richard Taylor, Jack Thorne: Adequate Subgroups, S. 907–920, Arxiv)
- mit Michael Harris, Kai-Wen Lan, R. Taylor: On the Rigid Cohomology of Certain Shimura Varieties, Research in Mathematical Sciences, Band 3, 2016, Arxiv 2013
- Automorphy of some residually dihedral Galois representations, Mathematische Annalen, Band 364, 2016, S. 589–648, Arxiv
- Automorphy lifting for residually reducible l-adic Galois representations, J. Amer. Math. Soc., Band 28, 2015, S. 785–870
- mit Chandrasekhar Khare: Potential automorphy and the Leopoldt conjecture, Amer. J. Math., Band 139, 2017, S. 1205–1273, Arxiv
- mit P. Allen, Frank Calegari, Ana Caraiani, Toby Gee, D. Helm, B. Le Hung, J. Newton, Peter Scholze, R. Taylor: Potential automorphy over CM fields, Arxiv 2018
- Elliptic curves over {\displaystyle \mathbb {Q} _{\infty }} are modular, J. Eur. Math. Soc., Band 21, 2019, S. 1943–1948. Arxiv
- mit Gebhard Böckle, Michael Harris, Chandrasekhar Khare: Ĝ-local systems on s